# Аллен-Брэдли

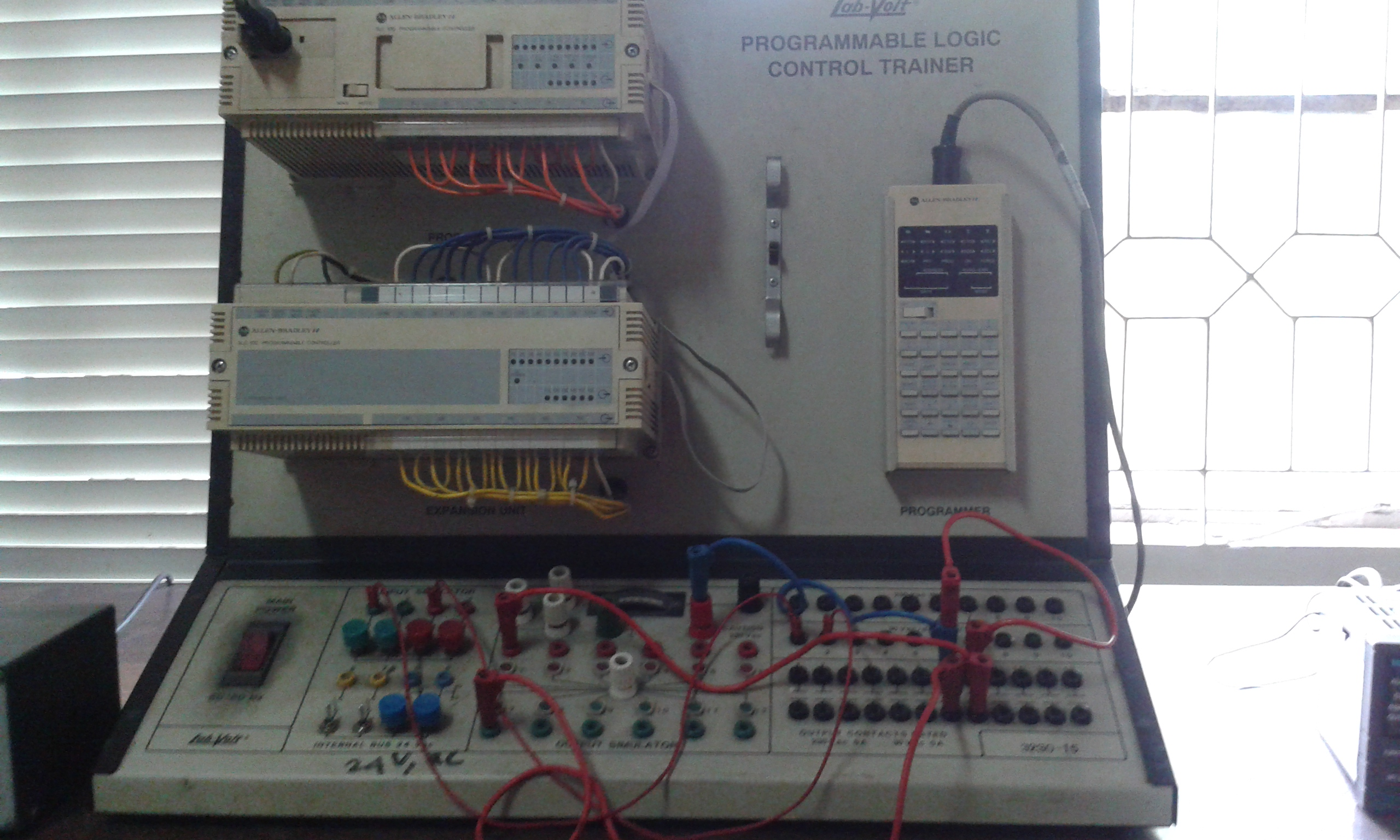
Программируемый контроллер Allen Bradley с программатором

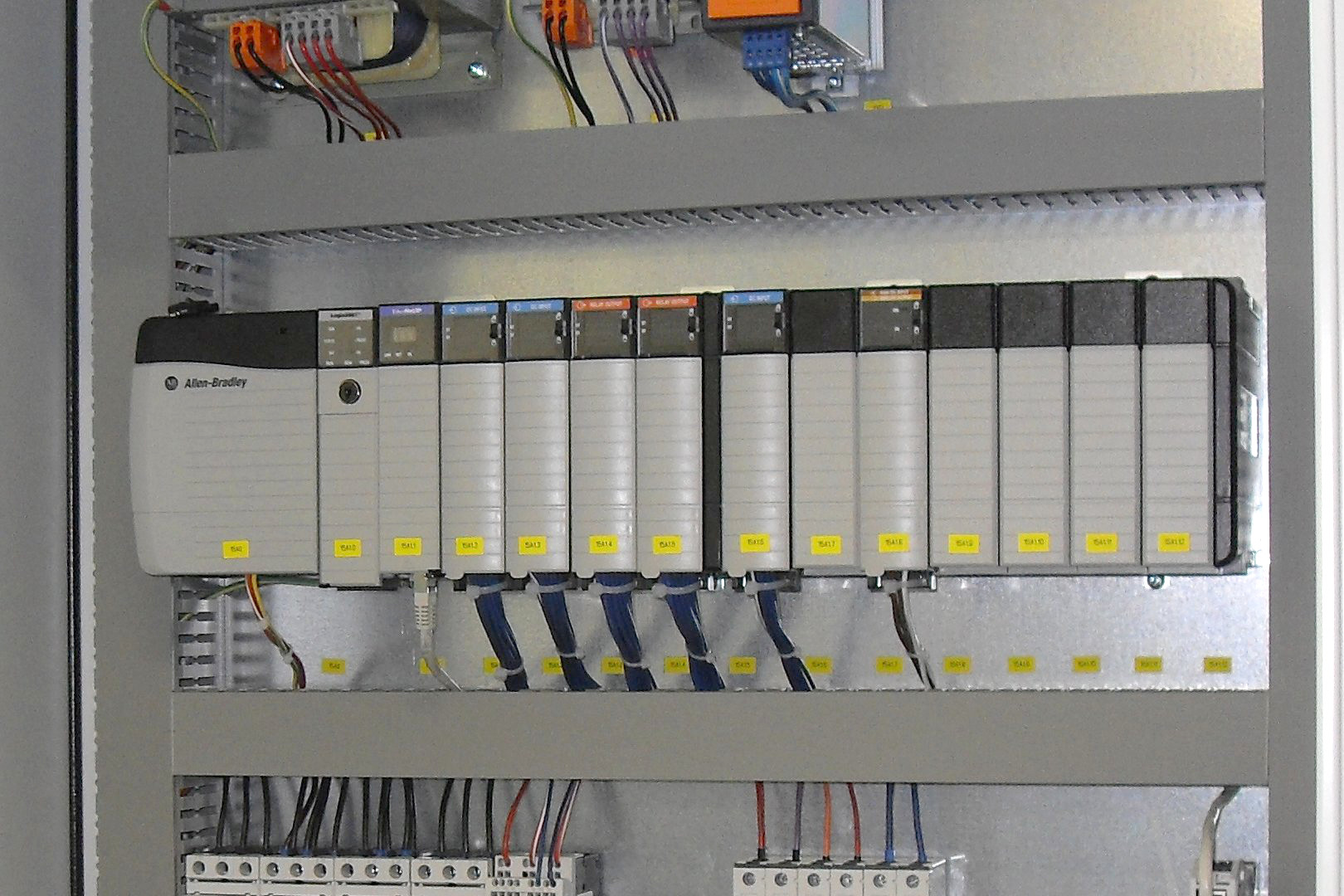
ПЛК Allen-Bradley, установленный в панели управления

Allen-Bradley — торговая марка линии оборудования для автоматизации производства, принадлежащей компании Rockwell Automation. Компания с доходом около 6,4 миллиардов долларов США в 2013 году производит программируемые логические контроллеры (ПЛК), человеко-машинные интерфейсы, датчики, компоненты и системы безопасности, программное обеспечение, приводы и приводные системы, контакторы, центры управления двигателями и подобные системы и продукты. Rockwell Automation также предоставляет услуги по управлению активами, включая ремонт и консультации. Штаб-квартира Rockwell Automation находится в Милуоки, штат Висконсин .
Часовая башня Аллена-Брэдли — достопримечательность Милуоки с самыми большими четырёхсторонними часами в западном полушарии .

## История
Компания была основана в 1903 году доктором Стэнтоном Алленом и Линдой Брэдли как Compression Rheostat Company с первоначальным капиталом в 1000 долларов. В 1910 году фирма была переименована в Allen-Bradley Company; в течение почти столетия она производила большую часть дискретных резисторов, используемых в электронике и других продуктах. В 1952 году компания открыла филиал в Галте, Онтарио, Канада, в котором работает более 1000 человек. В 1985 году был установлен рекорд компании: финансовый год закончился с объёмом продаж в 1 миллиард долларов. В феврале 1985 года Rockwell International приобрела Allen-Bradley за 1,651 миллиарда долларов, что эквивалентно 3.83 млрд долл США в 2022 г.), что является крупнейшим приобретением в истории Висконсина. Аллен-Брэдли фактически взяла под свой контроль подразделение промышленной автоматизации Rockwell.
В конце концов Rockwell перенесла свою штаб-квартиру в Милуоки. В 2002 году, когда Rockwell разделилась на две компании, Аллен-Брэдли последовал за подразделением автоматизации в Rockwell Automation.

### Бизнес в России
В начале марта 2022 года компания объявила о прекращении продаж в России и Беларуси. По словам генерального директора Rockwell Automation Блейка Морета (Blake Moret), компания поддерживает санкции, введенные против России:

Rockwell присоединяется к правительству США и мировому сообществу в осуждении российского нападения на Украину и ее граждан.
Оригинальный текст (англ.)Rockwell joins the U.S. government and the global community in condemning Russia’s attack on Ukraine and its citizens. 

Компания также сделала взнос в фонд проекта HOPE для оказания помощи беженцам из Украины.